# Orquesta Chepín Chovén
Orquesta Chepín Chovén es el nombre de una agrupación de música popular cubana.  Esta agrupación, originaria de Santiago de Cuba, realizó una importante labor durante las décadas de los años 40 y 50.

## Historia
En 1930, el pianista Bernardo Chauvin Villalón (conocido artísticamente como Chovén) formó un cuarteto con su amigo Electo Rosell "Chepín". Rápidamente la agrupación evolucionó a un formato de septeto  denominándose "Oriente Jazz" y logrando cierta proyección en el área oriental de Cuba. 
En 1932 pasaron a llamarse "Chepín Chovén and his boys" ya en un formato de jazz band, convirtiéndose, junto a Mariano Merceron and the Peeper Boys, en una de las primeras agrupaciones de este formato.  
Durante una presentación en un programa de radio de Santiago, un locutor los presentó como “Orquesta Chepín Chovén”. La orquesta estaba compuesta por contrabajo, violín, trompeta, piano, dos saxos altos y percusión cubana.   
Fueron populares en toda la isla gracias a la difusión de sus  grabaciones realizadas para el sello RCA. Por la orquesta, desfilaron cantantes como Isidro Correa, Roberto Nápoles y el célebre Ibrahim Ferrer, quien inmortalizara el popular tema “El platanal de Bartolo”.